# Walther Schreiber
Carl Rudolf Walther Schreiber (né le 10 juin 1884 à Wipperdorf, mort le 30 juin 1958 à Berlin) est un homme politique allemand. D'abord membre du Parti démocrate allemand, il est ministre du commerce de l'État libre de Prusse de 1925 à 1932. Dans les années 1950, il est bourgmestre-gouverneur de Berlin-Ouest pendant quinze mois de 1953 à 1955.

## Biographie
Walther Schreiber, fils d'un propriétaire de manoir, va à l'école à Weimar. Il étudie ensuite le droit et les sciences politiques à Munich, Halle, Berlin et Grenoble et obtient son doctorat en 1910. De 1911 à 1925, il travaille comme avocat et notaire à Halle. Officier de réserve durant la Première Guerre mondiale, en novembre 1918, il est élu parmi les soldats au sein d'un conseil pour la Oberste Heeresleitung. En 1919, il est élu DDP au parlement prussien.
Après la Seconde Guerre mondiale, Walther Schreiber fait partie des fondateurs le 26 juin 1945 de la CDU à l'intérieur de la zone d'occupation soviétique en Allemagne.
Lors des élections à Berlin en 1950, il est tête de liste de son parti. Le SPD obtient 44,7 % des voix et rate la majorité absolue de deux sièges, le CDU a 24,6 % et le FDP 23 %.
Ernst Reuter, alors maire par intérim, tente de maintenir la coalition de ces partis après un accord avec la CDU ; cependant Schreiber devra se présenter derrière lui lors des élections à la Chambre des députés de Berlin. Schreiber doit ensuite retirer sa candidature au profit de Reuter.
Après la mort de Reuter le 29 septembre 1953, la coalition cesse, le SPD entre dans l'opposition, Schreiber devient maire de Berlin-Ouest.
Lors des élections de 1954, la CDU obtient 30,4% alors que le FDP baisse à 12,8%. Ainsi le SPD remporte la majorité absolue avec 44,6%. Le SDP conclut un accord avec la CDU : Otto Suhr (SPD) devient maire de Berlin-Ouest.
Après la mort de Walther Schreiber, on baptise aussitôt la place entre les quartiers de Friedenau et de Steglitz Walther-Schreiber-Platz, puis la station de métro en 1971.